# Гиперкаталектическое окончание
Гиперкаталектическое окончание — наличие в последней стопе стихотворной строки лишних (против нормального их числа) безударных слогов; так в строке:
```
«мо
U
й дя
U'
дя
U
 са
U'
мы
U
х че>
U'
стны
U
х пра
U'
ви
U
л» 
```

налицо гиперкаталектическое окончание [U Ú (U)], в строке:
```
«По
U
ды
U
ма
U'
йте
U
, бра
U'
тья
U
, по
U'
со
U
хи>
U
»
```

— тоже [Ú U (U)] и т. д.